# Kraftwerk Schönenberg
Das Wasserkraftwerk Schönenberg liegt im Kanton Thurgau, auf dem Gebiet der Gemeinde Kradolf-Schönenberg an der Thur. Es besteht aus der historischen Kraftzentrale der ehemaligen Seidenweberei und dem Wehrkraftwerk Thurfeld der Thurkraft AG. Letzteres produziert jährlich rund 7,1 GWh für 2000 Haushalte.

## Kraftzentrale Seidenweberei Schönenberg
Heinrich Brunner gründete 1863 in Schönenberg eine Seidenstoffweberei (ab 1900 Siber & Wehrli) mit 140 Webstühlen, auf denen in 27 Gebäuden «Satin légère» gefertigt wurde. Für den Bau der Krafterzeugungsanlage erhielt Salomon Hegner vom Schloss Eppishausen 1862 von der damaligen Gemeinde Schönenberg an der Thur sieben Jucharten Land mit dem Wassernutzungsrecht für 3,6 Meter Gefälle.

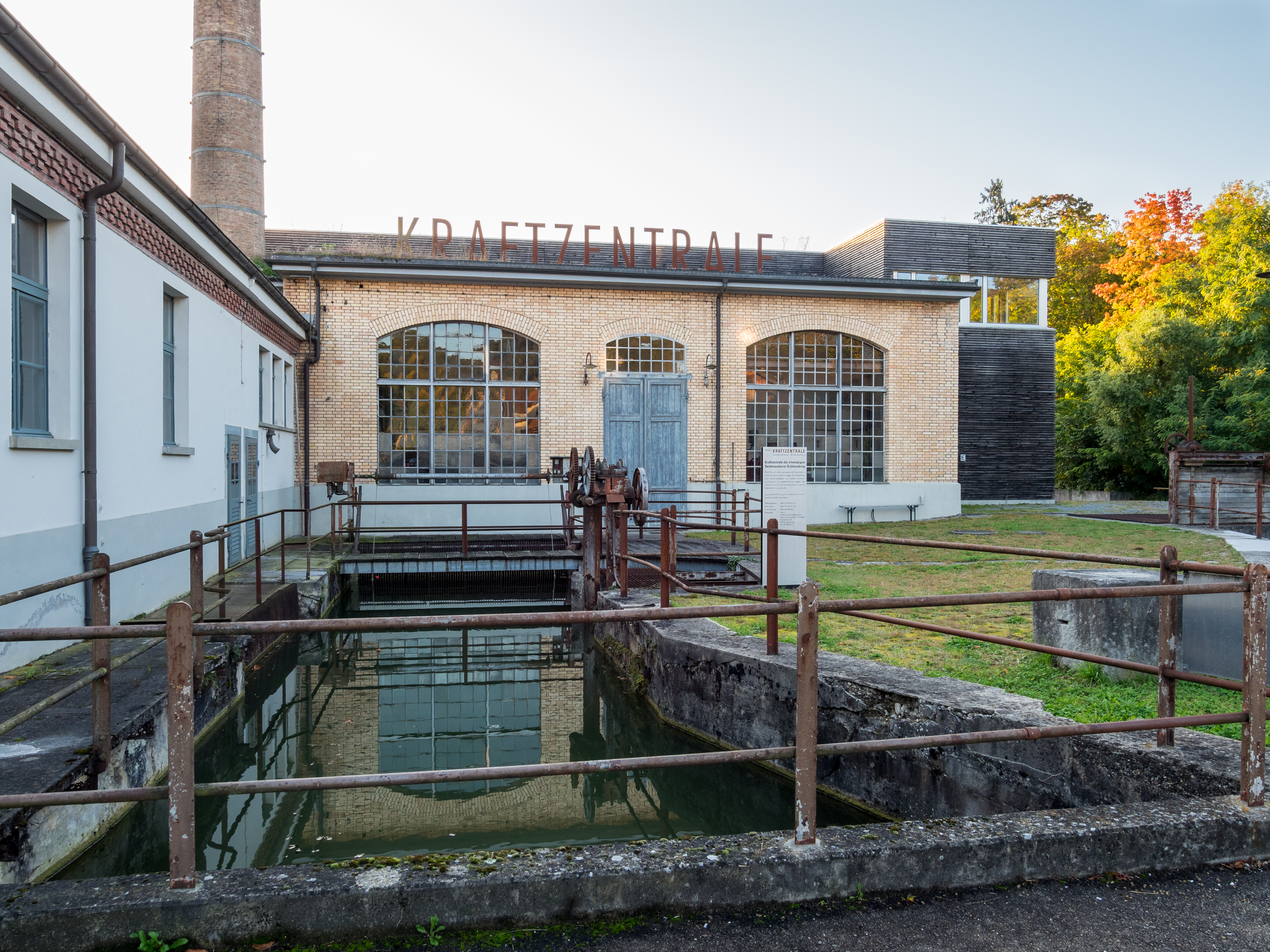
Kraftzentrale der ehemaligen Seidenweberei

Wegen des geringen Gefälles im Thurtal mussten lange Zulaufkanäle zu den Kraftwerken gebaut werden, um wenigstens drei bis sieben Meter Gefälle nutzen zu können. Anfänglich wurden Francis-Turbinen mit einem vertikal stehenden Schaufelrad und einer horizontal liegenden Welle installiert. Von der Welle wurde mit Riemenantrieben die Kraft abgenommen und ohne Getriebe in den Betrieb geleitet. Mit der Elektrifizierung und der Einführung der Generatoren wurden Turbinen mit vertikalen Achsen gebaut, bei denen das Turbinenrad unten im Wasser stand und der Generator darüber im Maschinenhaus.
1863 nahm die installierte Turbine mit einer Leistung von 20 PS den Betrieb auf. Die Turbine hatte eine vertikale Antriebsachse. Mit einem Stahl-Holz-Winkelgetriebe wurde die Wasserkraft mit Transmissionsriemen direkt auf die Webstühle übertragen. 1916 wurde sie mit Generatoren elektrifiziert.
In den Folgejahren wurde mit der Fabrikerweiterung die Leistung sukzessive erhöht. 1909 wurden zwei Francis-Zwillingsturbinen und 1916 eine neue 90 PS, alle von Escher Wyss, installiert. 1978 wurde der Betrieb der Seidenstoffweberei eingestellt. Das alte Kanalkraftwerk wurde bis 1998 weiter betrieben.
2002 wurde der Verein Kraftzentrale Schönenberg zur Erhaltung der Kraftzentrale gegründet. Seit 2004 kann die ehemalige Kraftzentrale der Seidenstoffweberei mit ihren drei Turbinen Generationen als Industriedenkmal besichtigt werden.

## Flusskraftwerk Thurfeld
Das Flusskraftwerk Thurfeld der Thurkraftwerk AG in Schönenberg wurde von 2010 bis 2011 in der bestehenden Wehranlage des ehemaligen Kraftwerks der Seidenweberei Schönenberg integriert. Mit dem Bau direkt beim Wehr konnte die sogenannte Ausleitstrecke eliminiert werden.
Die zwei parallel an derselben Wehrstufe liegenden Turbinen befinden sich in einem beweglichen Krafthaus, das bei Hochwasser angehoben werden kann, womit der sonstige Leistungsverlust reduziert werden kann. Die Turbinen sind an der Ober- und Unterseite nicht verbaut, das Wasser kann unter und über die Turbinen fliessen. Bei einer Durchströmkapazität von 90 m³/Trog fliessen 25 m³ Wasser pro Sekunde durch die Turbine. Die Leistung beträgt zwei Mal 850 Kilowatt. Das Wehr muss erst ab einer Wassermenge von 180 m³ zur Regulierung eingesetzt werden.
Das Maschinenhaus steht neben den Turbinen. Damit kann der Einlaufbereich zur Turbine mit einer Bogenrechenanlage sauber gehalten und das Treibgut über die Turbine abgespült werden. Unter dem beweglichen Krafthaus kann ein bis zu 2,4 Meter hoher Durchlass ermöglicht werden, um Geschiebe durchzulassen und eine Verklausung vor der Rechenanlage zu verhindern.